# 12409 Bukovanská
(12409) Bukovanská, denumire internațională (12409) Bukovanska, este un asteroid din centura principală de asteroizi.

## Descriere
12409 Bukovanská este un asteroid din centura principală de asteroizi. A fost descoperit pe 28 septembrie 1995 la Observatorul Kleť par l'Observatorul Kleť. Asteroidul prezintă o orbită caracterizată de o semiaxă mare de 2,42 ua, o excentricitate de 0,18 și o înclinație de 0,6° în raport cu ecliptica.